# Colton Dunn
Colton Dunn (Normal, 30 giugno 1977) è un attore e scrittore statunitense.

## Biografia
Durante le scuole superiori iniziò a frequentare un gruppo di improvvisazione teatrale. Il primo ruolo che ha avuto nel mondo della recitazione è stato nel musical Aesop's Fables: A Musical Circus. Ha lavorato come attore teatrale fino al 2015, anno in cui viene ingaggiato per interpretare Garrett nella serie TV Superstore, che lo rende noto internazionalmente. Lavora anche come scrittore e commediografo.

## Filmografia

### Televisione
- Parks and Recreation - 6 episodi
- Superstore - serie TV (2015-2021)

## Doppiatori italiani
- Marco Benvenuto in Superstore
- Alessandro Messina in Giù le mani dalle nostre figlie
- Riccardo Lombardo in The Recruit

Da doppiatore è sostituito da:
- Luca Graziani in I Greens in città (Brett Eze)
- Lucio Saccone in Fairfax